# گمینا کونوپیسکا
گمینا کونوپیسکا (به لهستانی:  Gmina Konopiska) یک گمینا در لهستان است که در شهرستان چنستوخووا واقع شده‌است. گمینا کونوپیسکا ۷۸٫۱۱ کیلومتر مربع مساحت و ۱۰٬۴۰۵ نفر جمعیت دارد.